# Wacław Felczak Intézet
A Wacław Felczak Lengyel–Magyar Együttműködési Intézet (lengyelül: Instytut Współpracy Polsko-Węgierskiej im. Wacława Felczaka) az ezeréves lengyel–magyar kapcsolatok fejlesztésére és további elmélyítésére létrehozott szervezet. Nevét Wacław Felczakról, lengyel történészről és hungarológusról kapta.
Az Intézetet 2018-ban állították fel és Varsóban székel.

## Az Intézet felépítése
Az Intézet öt kitűzött cél alapján jött létre:
1.     átadni a fiatal nemzedéknek a lengyel-magyar hagyomány jelentőségét
2.     az együttműködés erősítése és kapcsolatok kialakítása a fiatal nemzedékek képviselői között, főként a kultúra és a sport területén
3.     a tudományos együttműködés, a tudományos és oktatásügyi kezdeményezések és projektek támogatása, amiknek célja a két ország nyelvének, kultúrájának, történelmének és politikájának kölcsönös megismerése
4.     a lengyel-magyar kulturális, gazdasági és politikai szervezetek közös újító gondolatainak támogatása, amiknek célja a két ország versenyképességének erősítése
5.     magyar-lengyel együttműködésre irányuló vállalkozások finanszírozása és társfinanszírozása, illetve Európa politikai, gazdasági és társadalmi változásainak elemzése, amik befolyásolják Lengyelország és Magyarország biztonságát és fejlődését
Az Intézetnek két testülete és egy vezetője van: a Nemzetközi Tanács, a Bizottság és az igazgató.
A Nemzetközi Tanácsnak maximum húsz tagja lehet, akik kinevezésükre azok közül számíthatnak, akik kitüntették magukat a lengyel–magyar kapcsolatok ismeretével és akik tevékenységükkel hozzájárultak az együttműködés megerősödéséhez.
A Bizottság olyan szakemberekből áll, akiknek tudása, szakértelme vagy betöltött hivatala garantálja az Intézet öt alapelvének betartását.
A lengyel miniszterelnök kinevezése alapján  a Felczak Intézet jelenlegi igazgatója Maciej Szymanowski (2020).

## Az Intézet mostani tevékenysége
A Felczak Intézetnek három programja fut: egy társfinanszírozási program, egy ösztöndíjprogram és egy megjelenést, publikálást elősegítő program.